# Jan Koneffke
Jan Koneffke (Darmstadt, 19 novembre 1960) è uno scrittore tedesco.

## Biografia
Jan Koneffke ha trascorso la sua gioventù a Francoforte e Braunschweig. Nel 1980 si diploma alla scuola superiore presso la Georg Ludwig-Gymnasium di Darmstadt. Dal 1981 ha studiato filosofia alla Libera Università di Berlino e nel 1987 ha conseguito un master con una tesi su Eduard Moerike. In seguito ha lavorato come scrittore freelance a Berlino. 
Dal 1995 al 2003 ha vissuto a Roma, ora si divide tra Vienna e Bucarest.
Jan Koneffke scrive poesie caratterizzate da immagini fantastiche e dall'uso ironico di uno stile antico. Nei suoi romanzi e racconti, l'autore ha spesso trattato il problema della perdita di identità.

## Premi
- Jan Koneffke ha ricevuto nel 1987 il Leonce e Lena Prize.
- Nel 1990 ha ricevuto il Premio Friedrich Hölderlin della città di Bad Homburg.
- Nel 1990 ha ricevuto una borsa di studio Alfred Döblin e nel 1995 una borsa di studio Villa Massimo.
- Nel 2001 è stato visiting professor di poesia presso l'Università di Bamberg.

## Pubblicazioni
- Vor der Premiere, Frankfurt am Main 1988, ISBN 3-627-10070-0
- Gelbes Dienstrad wie es hoch durch die Luft schoß, Frankfurt am Main 1989, ISBN 3-627-10071-9
- Bergers Fall, Frankfurt am Main 1991, ISBN 3-627-10072-7
- Halt! Paradiesischer Sektor!, Rom 1995
- Gulliver in Bulgarien, Heidelberg 1999, ISBN 3-88423-157-X
- Paul Schatz im Uhrenkasten, Köln 2000, ISBN 3-8321-5219-9, ISBN 3-423-13033-4
- Was rauchte ich Schwaden zum Mond, Köln 2001, ISBN 3-8321-5218-0
- Eine Liebe am Tiber, Köln 2004, ISBN 3-8321-7863-5
- Nick mit den stechenden Augen, München 2004, ISBN 3-423-62157-5
- Die Schönheit des Vergänglichen, Frankfurt am Main [u.a.] 2004, ISBN 3-631-52422-6
- Abschiedsnovelle, DuMont, Köln 2006, ISBN 978-3-8321-7958-8
- Eine nie vergessene Geschichte, DuMont, Köln 2008, ISBN 3-832-17959-3
- Die Sache mit Zwille, Hanser, München 2008, ISBN 978-3-446-23094-1